# ダンス・ミュージック

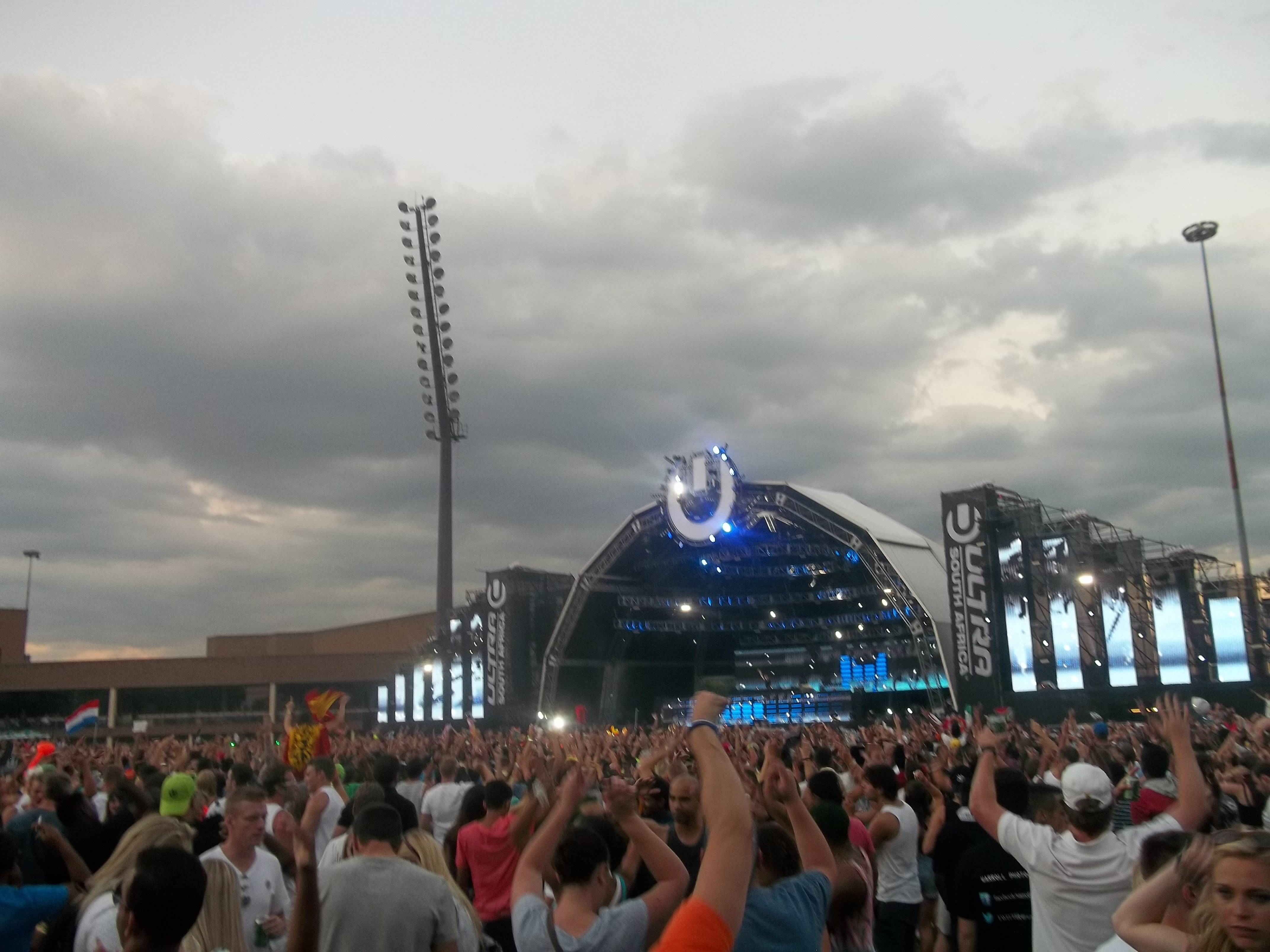
ウルトラ・ミュージック・フェスティバル（2014年、南アフリカ）

ダンス・ミュージック（英: Dance music）とは、ダンスのBGMとして機能する音楽、または踊るための音楽を指す。単独の音楽ジャンルを指す概念ではなく、複数の音楽ジャンルを総合する概念と見なされている。

## 概略

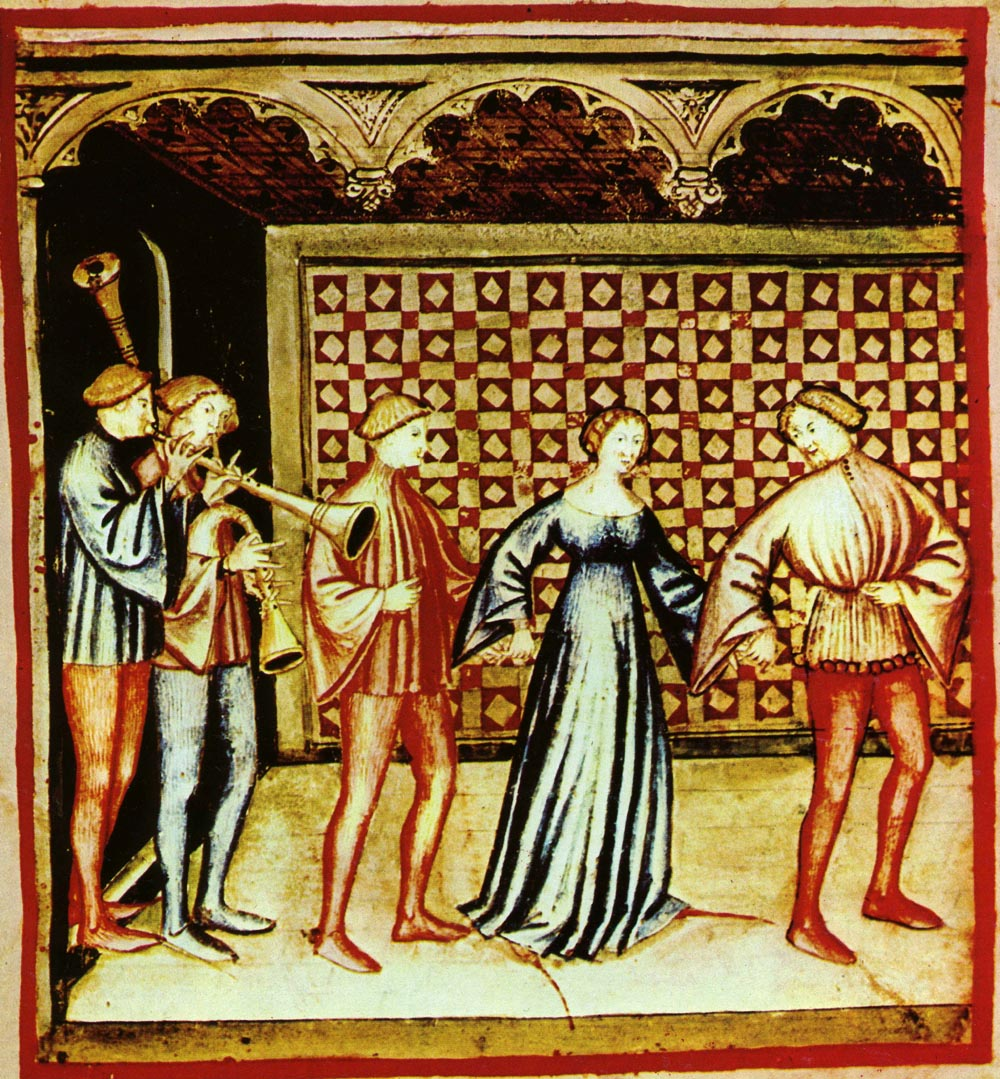
音楽家とメディエヴァルの踊りの様子（14世紀、健康全書より）

古くは、古代ギリシアの陶芸に音楽家とダンサーが描かれているものがあり、確認できる最も初期の西洋のダンスミュージックとして中世ヨーロッパのメディエヴァルが挙げられる。ヨーロッパのバロック時代では、フランス宮廷を発祥とするバロックダンスが挙げられる。
クラシック音楽の古典派音楽では、メヌエットがしばしば第3楽章で踊られる。ロマン派音楽ではワルツが生まれ、バルカロール、マズルカ、ポロネーズなどのさまざまなフォークダンスが流行して19世紀後半に社交ダンスが発祥し、20世紀初頭には労働者階級の間で社交ダンスが人気を博してダンスホールに人が集まるようになる。1920年代にダンスミュージックは非常に盛え、1930年代にはベニー・グッドマン、デューク・エリントン、グレン・ミラーらによるスウィング・ジャズがダンスミュージックとして人気を集めた。
1950年代にロックンロール、ロカビリー、1960年代後半にソウルミュージック、リズム・アンド・ブルースなどがダンスミュージックとして人気を集め、1970年代半ばから1970年代後半にかけてディスコが流行する。ディスコでは、フィリー・ソウルやサルソウル・サウンドを中心に、ストリングスなどオーケストラのサウンドが多く取り入れられた音楽も一部に存在したが、これはロックンロールの普及以後に失われていたサウンドであった。また、ディスクジョッキーがレコードをかけるだけでダンスミュージックが成立することはバンドを雇うよりも費用の面で安上がりだったことも、流行の要因にあげられる。1970年代後半にディスコは全盛期を迎えたが、ソウルやR&Bの衰退というマイナス面もあった。
ディスコブームと並行して電子音楽が普及していき、ハウス、テクノ、ユーロビート、ドラムンベース、2ステップなど、さまざまな派生ジャンルが生まれていく。1990年代以降は小室哲哉のプロデュースによる安室奈美恵、TRFなどがブームとなった。2000年代以降はエレクトロニック・ダンス・ミュージック (EDM) が流行した。
2010年代以降はダブステップやエレクトロ・ハウスが流行したほか、三代目 J Soul Brothers from EXILE TRIBEによる、ダンスの世界では以前から知られていたダンス「ランニングマン」も日本で人気になった。
2010年代には、ダブステップとは別の流れで、1980年代や1990年代の楽曲をサンプリングしてループしたりピッチを下げたりするヴェイパーウェイヴというムーヴメントが、インターネット上で生まれた。ヴェイパーウェイヴからダンサブルな側面で派生したフューチャーファンクでは、日本以外では存在すら知られていなかった1980年代の日本のシティ・ポップが多数サンプリングされた。その結果として、日本のシティ・ポップ自体もレア・グルーヴとして世界中で脚光を浴びることになった。また、さらに後に出現したサブジャンルのWaveは、ベース・ミュージックとして進化を遂げ、クラブ・ミュージックとしてロンドンを本拠地に持ちつつ、アメリカ合衆国やカナダにも伝播した。日本では2018年にディーン・フジオカが「Echo」という楽曲でWaveをJ-POPに取り入れている。

## ギャラリー

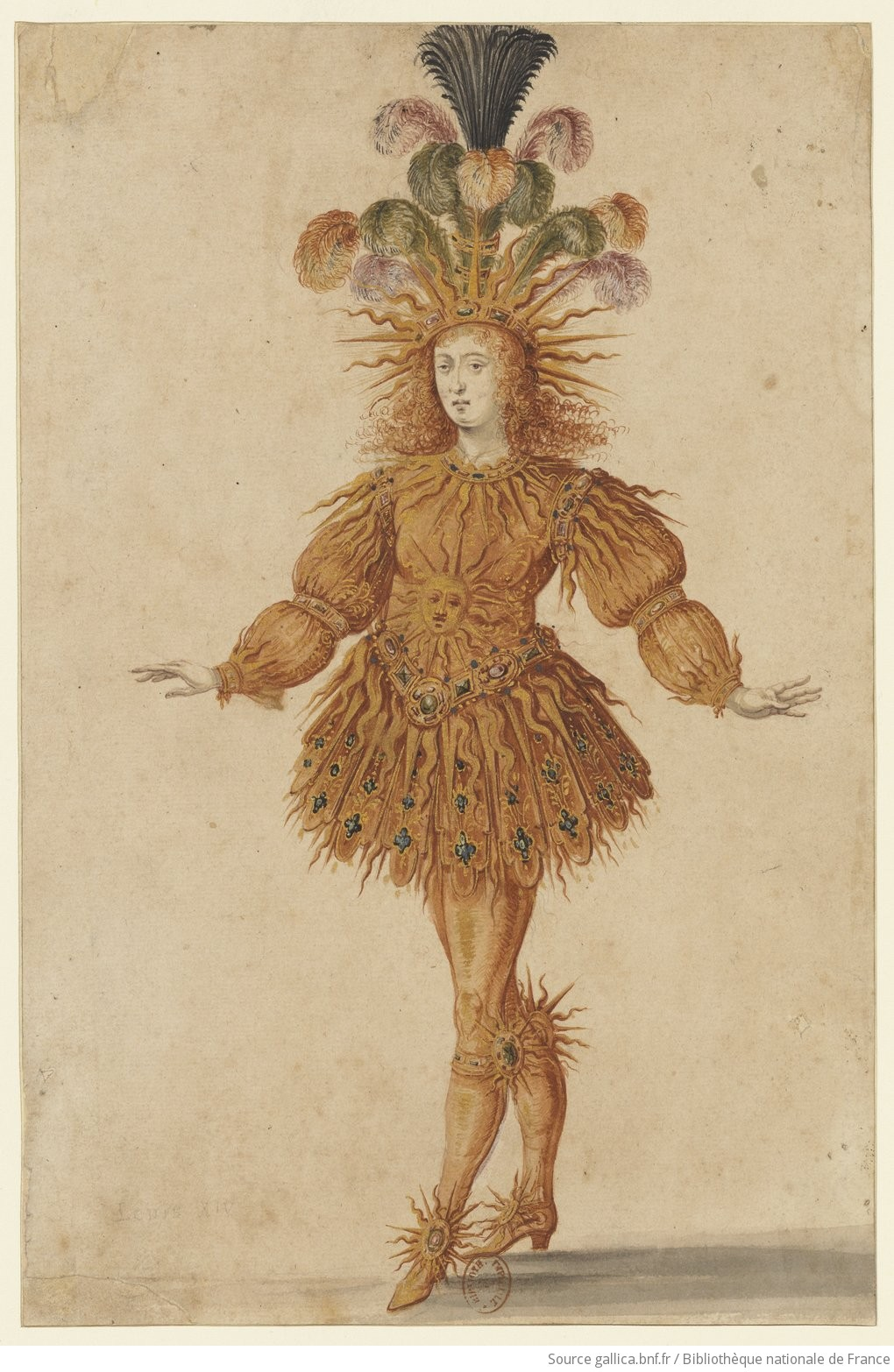
バロックダンスにおけるコスチューム・デザイン（1653年、リュリ作曲『王の夜のバレ』の最終アントレから）
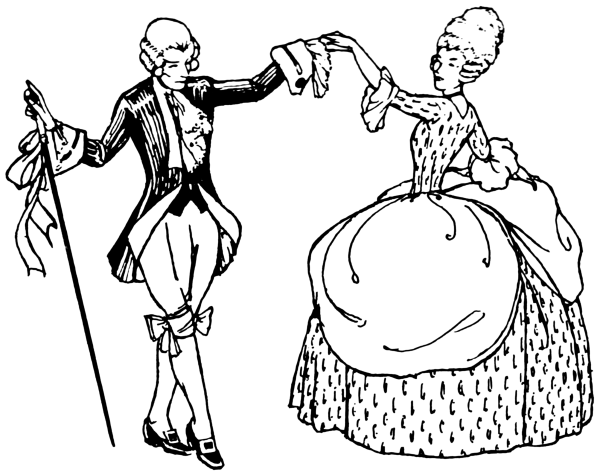
メヌエット
ワルツ
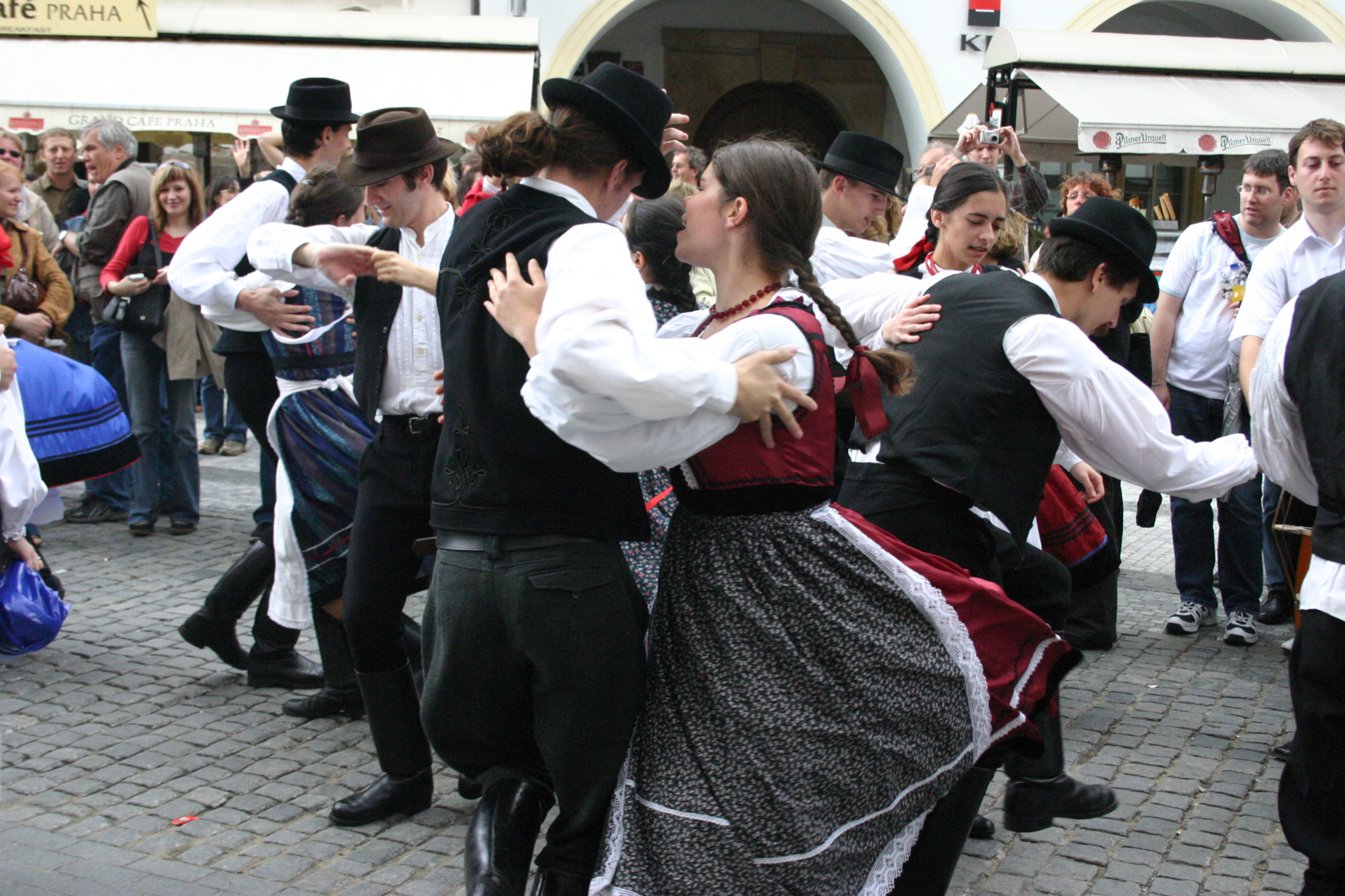
プラハのフォークダンス
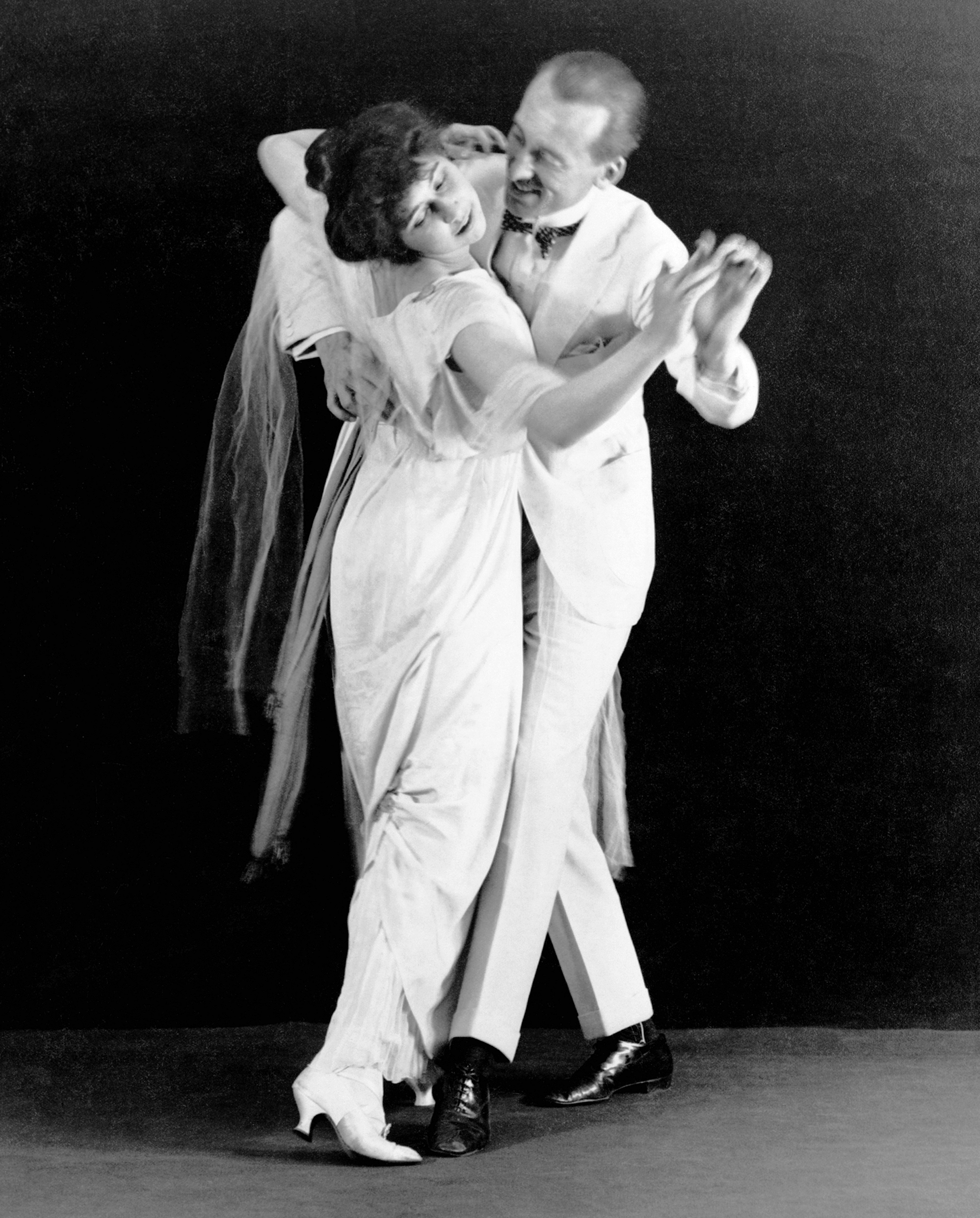
カッスル夫妻（英語版）の社交ダンス（1912年）
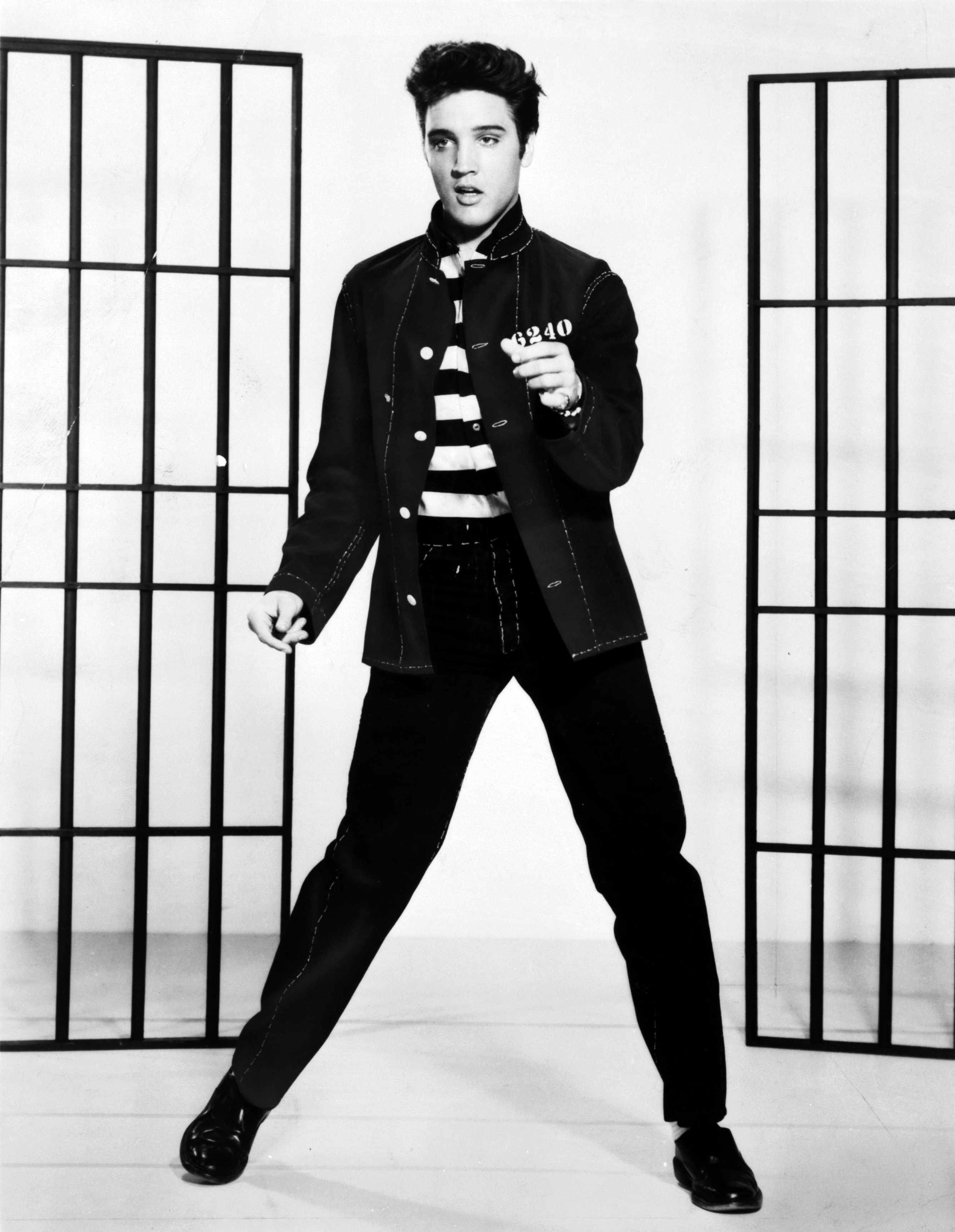
ロックンロールの象徴的人物エルビス・プレスリー（1957年）
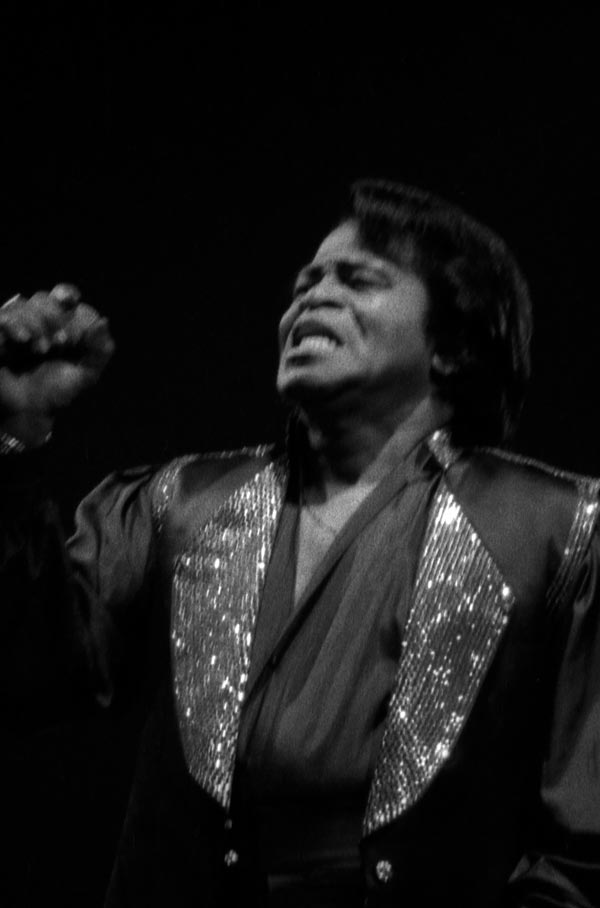
ソウルミュージックの象徴的人物ジェームス・ブラウン
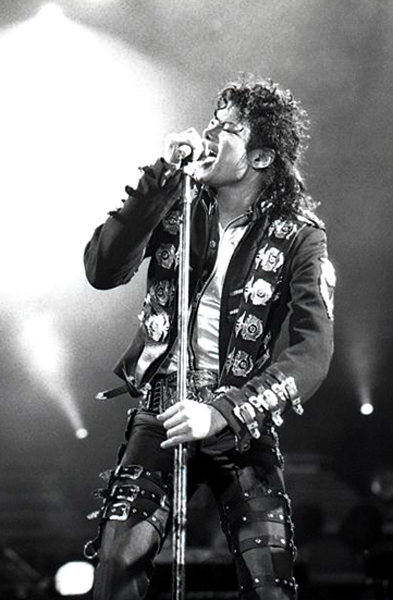
「ムーンウォーク」や「ゼロ・グラヴィティ」などの全世界で注目を浴びる特徴的なダンスパフォーマンスを生み出したキング・オブ・ポップ歌手マイケル・ジャクソン（1982年）
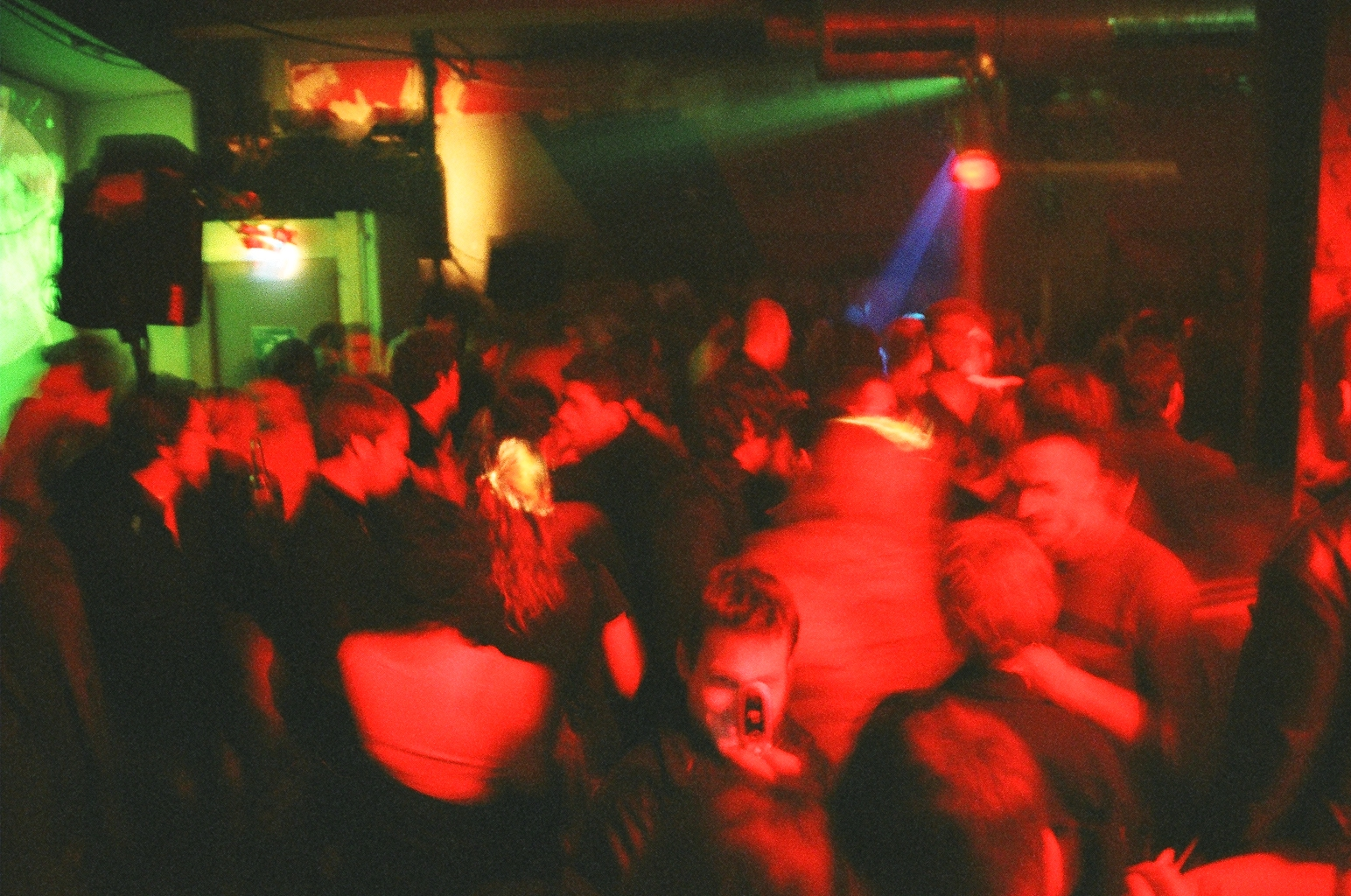
ディスコ
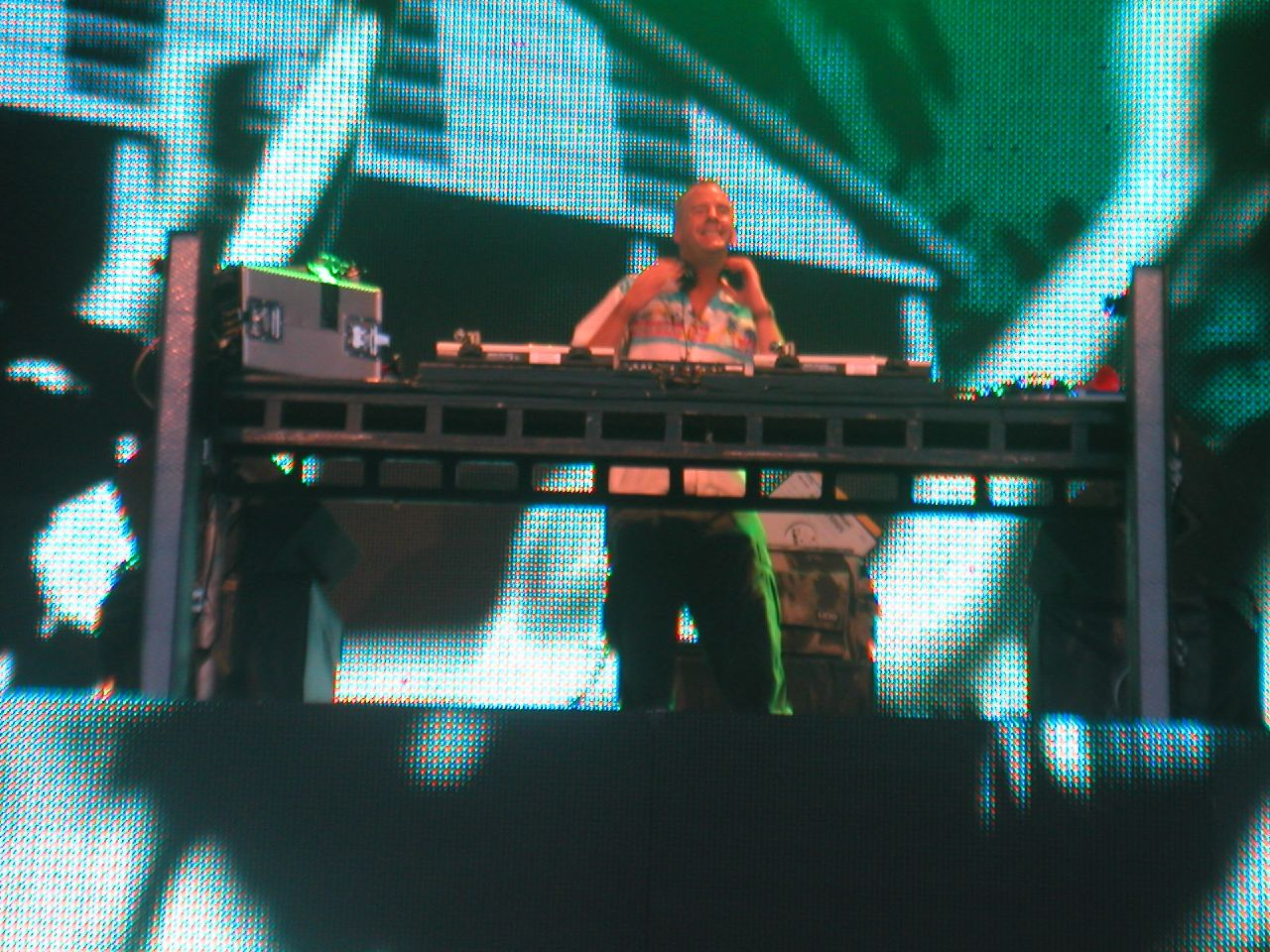
ファットボーイ・スリム（2006年）
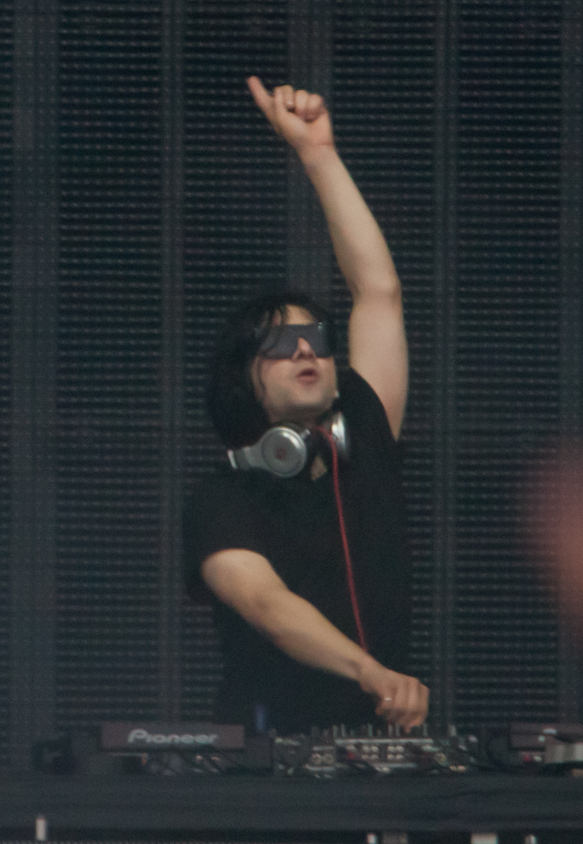
スクリレックス（2012年）

## ダンス・ミュージック
- サルサ
- スークース
- スカ
- タンゴ
- バングラ
- ファンク
- マンボ
- メレンゲ
- ディスコ
- レゲエ
- レゲトン
- ヒップホップミュージック
- エイサー
- ダンス・ポップ